# Hiéroglyphe égyptien O22
La tente supportée par un mât, en hiéroglyphes égyptiens, est classifiée dans la section O « Bâtiments, parties de bâtiments etc. » de la liste de Gardiner ; cet hiéroglyphe y est noté O22.

## Représentation
Il représente une tente ouverte supporté par un mât fourchu (similaire à O30). Il est translittéré sḥ < zḥ.

## Utilisation
| s | H | O22 | / | 1 | O22 | Z1 · pr | / | 2 | O22 |

| s | H | O22 | / | 1 | O22 | Z1 · pr | / | 2 | O22 |

| z · H | O22 | Y1V |

| z · H | O22 | Y1V |

délibération ».
| W3 |

| W3 |

| W4 |

| W4 |

| W4 |

| W4 |

antérieurement quand utilisé seul.